# Orzegów
Orzegów (tiếng Đức: Orzegow) là một quận ở phía đông bắc của Ruda ląska, Silesian Voivodeship, miền nam Ba Lan. Nó có diện tích 2,5 km² và vào năm 2006, có 8.439 người sinh sống.

## Lịch sử
Khu định cư lần đầu tiên được đề cập vào năm 1305 với tên Osegow. Ngôi làng ban đầu thuộc về Công tước xứ Bytom, một khoản phí của Vương quốc Bohemia, sau năm 1526 trở thành một phần của Vương triều Habsburg. Sau chiến tranh Silesian, khu vực này trở thành một phần của Vương quốc Phổ. Trước cuộc cách mạng công nghiệp vào thế kỷ 19, khu định cư nông thôn của Orzegów đã nói dối dọc theo đường phố ngày nay là Bytomska. Nowy Orzegów (New Orzegów) được phát triển xung quanh nhà thờ St. Michael (được xây dựng vào những năm 1894-95) trong thế kỷ 20. Mỏ than đầu tiên, König David, được đề cập vào năm 1768, nó được viếng thăm bởi Johann Wolfgang von Goethe vào năm 1790. Vào năm 1826, ngôi làng được Karl Godulla mua lại. Năm 1829, ông đã mở một mỏ than Orzegów. Karl Godula đã xây dựng một máy trộn kẽm ở phía nam Orzegów, nơi sau đó một khu định cư riêng biệt được phát triển, cụ thể là Godula.
Sau Thế chiến I ở Thượng Silesia plebiscite 2.857 trong số 4.211 cử tri ở Orzegow đã bỏ phiếu ủng hộ việc gia nhập Ba Lan, chống lại 1.345 chọn ở lại Đức. Sau đó, nó trở thành một phần của Silesian Voivodeship, Cộng hòa Ba Lan thứ hai. Sau đó nó bị Đức Quốc xã thôn tính vào đầu Thế chiến II. Sau chiến tranh, nó đã được khôi phục lại Ba Lan.
Orzegów tạo thành một gmina (đô thị) được sáp nhập vào Ruda vào năm 1951, và là một phần của Ruda đã được hợp nhất với Nowy Bytom để thành lập Ruda ląska vào ngày 31 tháng 12 năm 1958.